# Albert Mol
Albert Mol (Amsterdam, 3 gennaio 1917 – Laren, 9 marzo 2004) è stato un attore, ballerino e scrittore olandese.
Come ballerino Albert Mol si è esibito in Italia, Svezia, Francia, Svizzera e Austria dagli anni '30. Ha lavorato anche come coreografo. HA lavorato anche per un breve periodo alla Scala di Milano, ma non poté restare a causa del suo orientamento sessuale.
È apparso in film e programmi televisivi nell'arco di una carriera durata quasi 60 anni.

## Biografia
Figlio di Albertina Magdalena Mol, Albert Mol è stato sposato dal 1948 al 1955 con la ballerina Lucy Bor. Insieme hanno avuto una figlia: l'attrice Kika Mol (1949). Fu uno dei primi personaggi televisivi ad ammettere apertamente di essere omosessuale nel 1969 durante un programma televisivo. Questo evento è stato importante per l'emancipazione gay nei Paesi Bassi. Fino a tarda età fu attivo per l'emancipazione degli omosessuali. Il 16 marzo 1998 Albert Mol ha stipulato un'unione registrata con il suo partner Guerdon Bill (Geurt per gli amici), con il quale aveva vissuto per trent'anni, nel municipio di Zutphen.
Gli ultimi anni di vita furono segnati da un lento declino e da molti periodi di malattia. Il suo partner Bill è morto nell'agosto 2003 all'età di 67 anni. Sei mesi dopo Albert Mol morí all'età di 87 anni a Laren. È stato cremato al crematorio di Dieren.